# Bárbara Hernández
Bárbara Hernández Ercia (...) è un'ex schermitrice cubana.

## Palmarès
In carriera ha conseguito i seguenti risultati:
- Giochi Panamericani:

Indianapolis 1987: argento nel fioretto a squadre.
L'Avana 1991: argento nel fioretto a squadre.
Mar del Plata 1995: oro nel fioretto a squadre e bronzo individuale.